# Putinversteher

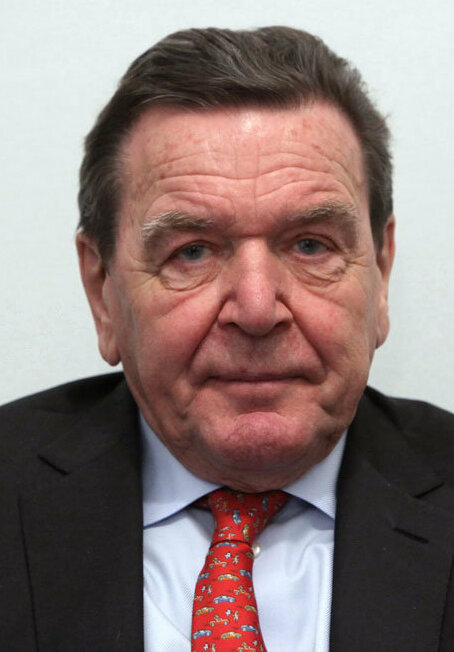
Бывший федеральный канцлер ФРГ Герхард Шрёдер считается одним из самых известных «понимающих Путина»

«Putinversteher» (на русский язык переводится как «путинферште́ерство», «понима́ющие Пу́тина», «понима́тели Пу́тина», «путинопониматели», «Путин-ферште́еры») — немецкий политический неологизм, ироничный термин, образованный от фамилии президента России Владимира Путина и глагола «понимать» (verstehen), описывающий «сочувствующих» людей, которые понимают Путина.
Термин начали активно использовать немецкие СМИ весной 2014 года для описания лиц, которые выразили поддержку аннексии Крыма Россией. После событий 2014 года на Украине некоторые «пониматели Путина» перестали публично заявлять о своей поддержке российского президента. После начала вторжения России на Украину в 2022 году эпитет получил ярко выраженное негативное значение, многие «путинферштееры» в Германии стали сталкиваться с ещё бо́льшим давлением, которое проявлялось для того, чтобы они отрицали свою прошлую публичную поддержку Владимиру Путину и дистанцировались от него. Наиболее ярким примером «путинферштеера» эксперты и СМИ называли бывшего федерального канцлера ФРГ Герхарда Шрёдера.
Существует аналогичный термин «руссландферште́ерство» (нем. Russlandversteher; также «понимающие Россию»), образованный от слов «Россия» (Russland) и «понимать» (verstehen).

## Значение
Суть термина — оправдывание агрессивной внешней политики России тем, что она должна защищать свои интересы, или же отказ открыто осуждать такие действия. В то же время «понимающие Путина», как правило, не одобряют внутреннюю политику России или сложившийся там политический режим. Крылатая фраза имеет негативную коннотацию, создающуюся за счёт использования конкретных приёмов диффамации. «Путинферштеерами» могут называть людей, призывающих понять Владимира Путина, представителей элиты или интеллигенции, которые выражают сочувствие России и Путину. Этот термин применяли к двум партиям — национал-консервативной «Альтернативе для Германии» и социалистической «Левой». К использованию термина «понимающие Путина», как правило, прибегает немецкая пресса, исторически более критическая по отношению к России и Путину, чем немецкие политики и в целом общество.
Как пишет журнал The Economist, дополнение «понимающий» (verstehen) придаёт высказыванию в немецком языке иронический оттенок. К примеру, слово «Frauenversteher» («фрауэнферштейер») описывает мужчину, который гордится своими хорошими отношениями с женщинами. Таким образом, «Putinversteher» может указывать на человека, который проявляет эмпатию к президенту России. Издание Deutsche Welle отмечает, что в связи со вторжением России на Украину «путинферштеерство» практически стало ругательным словом.

## Предпосылки для появления
Феномен «понимающих Путина» имеет давние исторические корни. В конце 1936 — начале 1937 года писатель Лион Фейхтвангер провёл два месяца в СССР, был принят Иосифом Сталиным и нарисовал позитивную картину Советского Союза в своём рассказе «Москва 1937 года». Статья слависта Анны Хартманн, посвящённая пребыванию Фейхтвангера в Москве и опубликованная в 2014 году, называлась «Stalinversteher» («понимающие Сталина»).
Немецкий политолог Дмитрий Стратиевский называет одной из причин «путинферштеерства» историческую вину Германии перед Россией за нападение нацистской Германии на СССР. Он отмечает, что с конца 1960-х годов подход Новой восточной политики от канцлера ФРГ Вилли Брандта нашёл поддержку среди элит ГДР. Стратиевский заявляет, что современная немецкая партия «Левая» концентрирует в своих рядах «понимающих Путина», которые симпатизировали СССР и теперь симпатизируют России под руководством Путина, считая её схожей с Советским Союзом.

## История

### «Первая волна»
По данным «Медузы», термин стал популярен ещё в 2007 году на фоне первого ухудшения отношений между Россией и Германией при Путине, которое журнал Der Spiegel назвал «ледниковым периодом». Слово перестало широко распространяться в связи со спадом международной напряжённости после войны в Грузии в 2008 году.

### «Вторая волна»
«Вторая волна» явления в немецкой прессе возникла после аннексии Крыма Россией, когда «путинферштеерство» приобрело негативный оттенок. Термин впервые был использован в марте 2014 года немецкими изданиями Der Spiegel и Die Welt. Понятие применялось в Der Spiegel в отношении, прежде всего, политиков, государственных деятелей и представителей бизнеса Германии, открыто заявлявших о том, что они понимают Владимира Путина, в той или иной степени поддерживают его, настроены на сохранение диалога с Россией. Издание использовало неологизм «путинферштеерство», когда Сара Вагенкнехт и другие члены партии «Левая» заявили, что аннексия Крыма понятна и оправдана, утверждая, что необходимо учитывать «законные интересы России в регионе». Die Welt писала: «В украинском кризисе ряды немецких Putinversteher широки — от крайне левых до крайне правых». Издание назвало политиков различных партий, включая СДПГ, ХДС/ХСС, кто «понимает Путина». В том же месяце Die Welt назвало некоторых других людей, которые зашли слишком далеко в своём «понимании» Путина. В первую очередь это был бывший федеральный канцлер Герхард Шрёдер, который был настолько близок к Путину, что это раздражало даже его самых ярых поклонников.
Политики из «Альтернативы для Германии» и «Левых» выразили поддержку России. Журнал Focus с удивлением оценил, что «понимающие Путина» из правого и левого блока, несмотря на их разные взгляды на многие проблемы в Германии, объединились, чтобы поддержать Кремль. Например Гельмут Шмидт и Маттиас Платцек осудили отношение Запада к аннексии Крыма, бывший вице-президент Европейской комиссии Гюнтер Ферхойген назвал членов нового правительства Украины «настоящими фашистами», а Армин Лашет заявил о «демонизации» Европы. Известная феминистка Алиса Шварцер опубликовала статью под названием «Почему, несмотря ни на что, я понимаю Путина!».
Немецкий политолог Дмитрий Стратиевский вспоминает, что его многим собеседникам в разгар российской аннексии Крыма было тяжело признать агрессивную политику России, так как для них это означало «крушение фундаментальных ценностей». Специалист по России Пол Родерик Грегори в колонке для Forbes писал: «Немецкие „путинферштееры“ либо не пытаются узнать правду, либо они знают правду, но всё равно подтверждают российскую крымскую сказку как проплаченную халтуру или в корыстных целях, либо используют идеологические шоры Новой восточной политики, пацифизма или антиамериканизма, чтобы смотреть в другую сторону».
Руководитель проектов в социологическом институте Allensbach Томас Петерсен считает, что «понимающие Путина» находятся в меньшинстве так же, как и мнение в Германии о том, что на Украине произошёл «фашистский путч»; среди «Левой» и «АдГ» пропутинских сторонников, по мнению исследователя, насчитывается 20 и 15 % соответственно.
После начала войны в Донбассе термин вновь утратил популярность, однако был номинирован на «Неслово» 2014 года.

### «Третья волна»
«Третья волна» популярности термина, как сообщало издание «Медуза» в январе 2022 года, пришлась на конец 2021 — начало 2022 года. 12 января 2022 года глава парламентской фракции СДПГ Рольф Мютцених заявил, что хоть и «не разделяет», но «понимает» ощущение угрозы, которое испытывает Россия, поскольку военный бюджет НАТО «больше во много раз». 14 января в издании Die Zeit с подписью 73 немецких экспертов было опубликовано открытое письмо к властям Германии. В нём содержалось требование встать на сторону Украины и прекратить «умиротворять Россию». Классическим образцом «путинферштеерства», по мнению «Медузы», является тот факт, что 21 января немецкий вице-адмирал Кай-Ахим Шёнбах в ходе визита в Индию заявил о том, что Крым вернётся в состав Украины, что Владимиру Путину нужна не украинская территория, а «заслуженное» уважение и что Германии и Индии Россия нужна как союзник в конфликте с Китаем. Данные высказывания вызвали критику, после чего Шёнбах извинился в Твиттере за свои высказывания, отметив, что они являются его личным мнением и не представляют официальную позицию Германии. МИД Украины отметил категорическую неприемлемость высказываний военачальника относительно Крыма. В итоге вечером 22 января Шёнбах подал рапорт об отставке.
В поддержку Шёнбаха, среди прочих, высказался бывший генерал-инспектор бундесвера Харальд Куят, работающий в берлинском аналитическом центре «Диалог цивилизаций», основанном бывшим президентом РЖД Владимиром Якуниным. По мнению немецкого политолога Дмитрия Стратиевского, «путинферштеерство» так или иначе присуще немалому количеству немецких военных: «Харальд Куят — классический „путинферштеер“. <…> И его позиция — абсолютное „путинферштеерство“. Россия — другая, давайте не будем ей навязывать нашу западную демократию, пусть эти русские занимаются чем угодно, главное, чтобы не было войны, нам шёл газ и всё было тихо. <…> И у многих остались элементы блокового мышления. Они видят в России инкарнацию Советского Союза, они помнят начало 1980-х, когда мы стояли на грани ядерной войны, и не хотят повторения. Им проще разменять Украину на примирение».
После начала вторжения России на Украину 24 февраля 2022 года «понимающие Путина» всё ещё продолжали повторять свои аргументы, например, о расширении НАТО на восток. Ряд западных обозревателей отмечает, что после начала полномасштабных боевых действий на Украине число «путинферштееров» среди политиков и общественных деятелей стало стремительно сокращаться, однако в Интернете, по словам «Новой газеты», оно остаётся высоким.
В партиях «Альтернатива для Германии» и «Левая» голоса в поддержку Путина также несколько уменьшились. «Новая газета» отмечает, что политики «поспешно и яростно дистанцируются от Путина, говоря, что были неправы насчёт Путина, но всегда указывая на общую ответственность Запада». Например бывший глава фракции «Левой» в бундестаге Грегор Гизи оправдывал российскую аннексию Крыма, но в феврале 2022 года заявил: «Я глубоко возмущен и навсегда покончил с Путиным». В июне съезд партии принял резолюцию, осуждающую войну России против Украины. Бывший министр обороны Германии Аннегрет Крамп-Карренбауэр намекнула, что некоторые немцы, в том числе и она сама, проявили наивный подход к политике Путина.
Бывший мэр Гамбурга Клаус фон Донаньи в своей книге, вышедшей незадолго до вторжения России на Украину, призвал прекратить «демонизацию» Путина и охарактеризовал политику НАТО как «единственную опасность для Европы». После ввода российских войск на территорию Украины фон Донаньи признал свои ошибки в оценке Путина, однако продолжил придерживаться мнения о вине Запада и НАТО. Сара Вагенкнехт заявила, что Путин должен предстать перед Международным судом ООН в Гааге, однако также указала на то, что США являются военными преступниками и инициаторами ряда войн. Deutsche Welle отмечает, что Вагенкнехт продолжает как минимум частично «понимать Путина», заявив в ток-шоу, что ядерную державу нельзя загнать в угол, сохранив лицо.
После нападения России на Украину прокремлёвский «Германо-российский форум» дистанцировался от позиции властей России, заявив, что вторжение российских войск на Украину является «серьёзным нарушением международного права». Бывший лидер СДПГ Маттиас Платцек подал в отставку с поста председателя правления форума, заявив: «Я не считаю вторжение в Украину возможным». Глава «Альтернативы для Германии» Тино Хрупалла озвучил, что не следует обвинять только Россию в развязывании войны на Украине и что он не «путинферштеер».
Кандидат политических наук Мария Хорольская считает: «В настоящее время [на 2022 год] нельзя говорить, что в Германии осталось хоть какое-то влияние путинферштееров. В данном случае, я бы сказала шире, в ФРГ в публичном пространстве практически не осталось „руссландферштееров“, людей, которые, возможно, не поддерживали политику Москвы, но стремились понимать российские опасения, позицию и тому подобное. В настоящий момент те, кто хоть как-то призывал понимать Кремль, изменили свою позицию, так как боевые действия в Украине (европейской стране) и противоречат немецкой политической культуре, и разрушили всю немецкую линию на диалог с РФ».
Для политолога Вольфганга Айхведе значение понятия изменилось после начала вторжения России на Украину в 2022 году. По мнению Айхведе, «понимающие Путина» являются людьми, «которые встают на сторону Путина и активно оправдывают его агрессию». Политолог отмечает, что те, кто «по-настоящему понимают Россию», считают необходимым противостоять Кремлю в военном отношении. По словам Айхведе, Кремль также использует в своих целях политиков из СДПГ — партия годами утверждала, что интересы безопасности России следует уважать. При этом Айхведе предлагает различать настоящих «путинферштееров», которые на самом деле оправдывают или поддерживают войну России против Украины, и «наивных мечтателей — пацифистов». К последним он относит тех немецких интеллектуалов (среди которых был и философ Юрген Хабермас), которые в апреле 2022 года написали открытое письмо канцлеру ФРГ Олафу Шольцу с просьбой «основательно подумать» над целесообразностью поставок тяжёлых вооружений Украине.
В 2022 году, в связи с нападением России на Украину, ряд СМИ отметили распространение в мире термина «Putinversteher», а также наличие в Википедии статей о нём на нескольких языках.

## Состав
Газета The Guardian отмечает, что в круг «понимающих Путина» входят деятели «Левой» и «Альтернативы для Германии», а также члены СДПГ и некоторые консерваторы, которые «пытались удержать его на стороне в интересах своих избирателей и энергетической безопасности Германии».
Германист, старший научный сотрудник в ИМЭМО РАН Фёдор Басов делит «путинферштееров» на три условных группы:
1. Политики и бизнесмены, не симпатизирующие Путину, а различающие его и Россию, и выступающие за развитие отношений с бизнесом и обществом (Маттиас Платцек[26], Мануэла Швезиг и другие политики от СДПГ, а также СвДП и ХДС);
2. Журналисты, эксперты. После 2014 года они стали публиковаться в российских СМИ (например Александр Рар);
3. Люди, непосредственно связанные с Путином (Герхард Шрёдер, Маттиас Варниг и прочие).

Историк Герд Кёнен указывал, что до вторжения России на Украину в 2022 году в неформальное объединение «понимающих Путина» входили несколько премьер-министров федеральных земель, Восточный комитет союза «Немецкая промышленность», политики, жаждавшие разрядки, ультралевые и ультраправые.

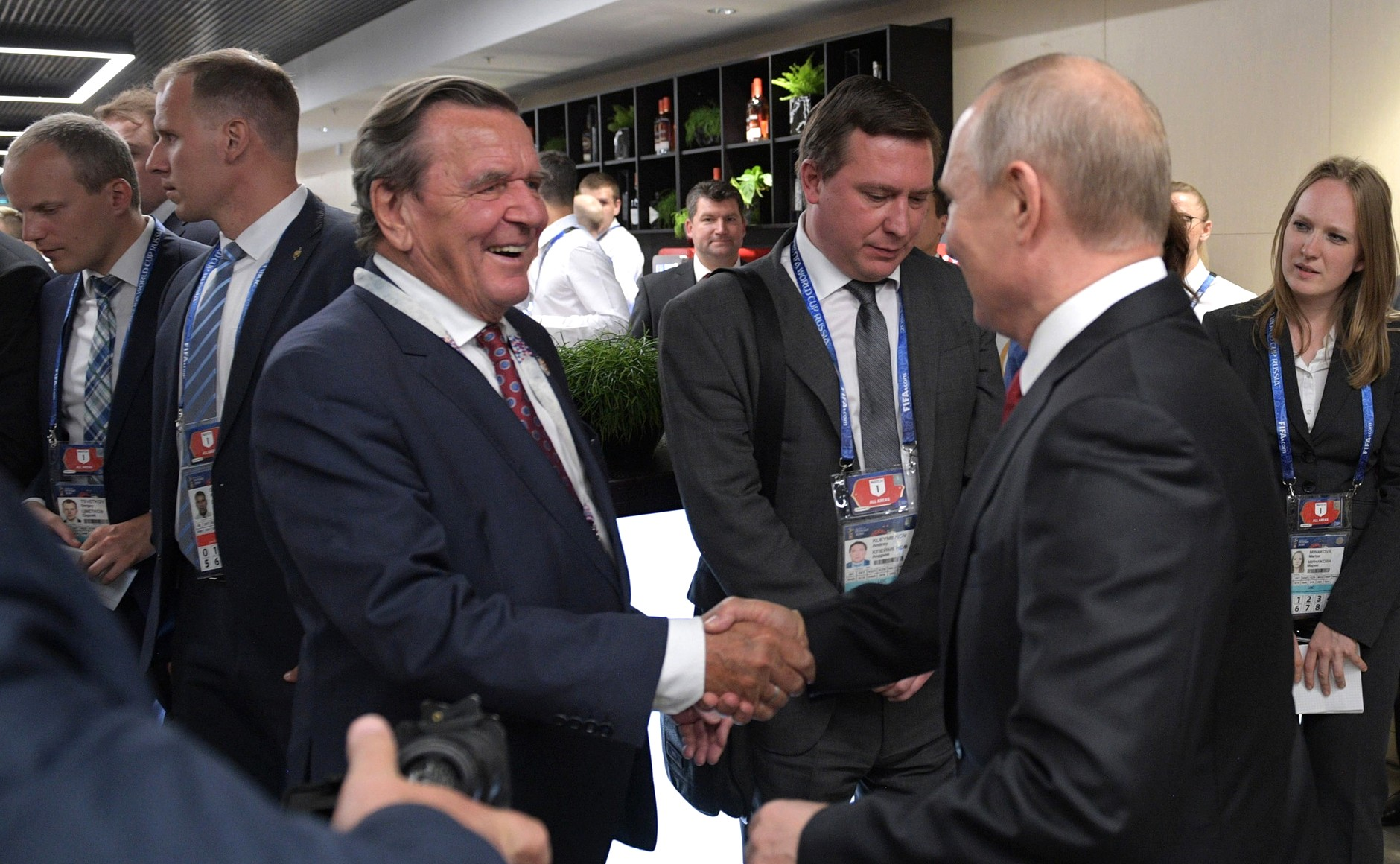
Герхард Шрёдер с Владимиром Путиным на Чемпионате мира по футболу 2018

Герхард Шрёдер в контексте обсуждения термина часто именуется «понимающим Путина». Различные издания называли его «самым главным путинферштеером в СДПГ», «самым известным путинферштеером Германии», «самым вопиющим путинферштеером». Немецкие СМИ также охарактеризовали Зигмара Габриэля как «понимающего Путина». Среди представителей из «Левой» как «путинферштееры» называются Сара Вагенкнехт, Севим Дагделен, Петра Пау и Дитмар Барч. Таблоид Bild, помимо Шрёдера, назвал «путинферштеерами» Франк-Вальтер Штайнмайера, Эдмунда Штойбера и даже Ангелу Меркель. Журнал обвинил их в проталкивании строительства «Северного потока — 2» и сдерживании санкций против российского руководства.
Deutsche Welle пишет, что среди «понимающих Путина» больше всего правых популистов. Издание Die Zeit называет в числе ведущих прокремлёвских политиков «Альтернативы для Германии» Алис Вейдель, Тино Хрупаллу, Александра Гауланда. В качестве «понимающего Путина» выделяется и Евгений Шмидт — политик русского происхождения, родившийся в Казахстане. Также в пропагандистской деятельности «АдГ» активно принимают участие остальные русскоязычные «путинферштееры». Весной 2022 года агентство Reuters опубликовало расследование ключевых фигур русскоязычного движения «путинферштееров», которые распространяли «основные пропагандистские нарративы Кремля» как в социальных сетях, так и на уличных демонстрациях в некоторых немецких городах.

## Риторика и взгляды «понимающих Путина»
Политолог Ханнес Адомайт в своей работе для Федеральной академии по политике безопасности в 2019 году выделил 9 пунктов, характеризующих взгляды «путинферштееров»:
- Оппоненты Путина совершают в его отношении демонизацию, они настроены антироссийски;
- Отвергнув «протянутую руку» Бориса Ельцина, а затем Путина, Запад имеет цель изолировать Россию и предотвратить её рост;
- С Россией необходимо разговаривать на равных;
- Расширение НАТО на восток является нарушением обещаний Запада, когда-то данных российскому руководству;
- Россия находится в военном кольце НАТО;
- Западная политика привела к возможности прямого конфликта с Россией и, следовательно, к Третьей мировой войне;
- Запад должен вернуться к политике разрядки 1970-х годов и отказаться от своего «всемирного империализма»;
- Запад должен призвать Украину к «разуму» при урегулировании конфликта с Россией.

Адомайт сравнил такие взгляды на режим Путина с позицией в отношении нацистской Германии, которые в прошлом легли в основу политики умиротворения Адольфа Гитлера. Однако, отмечал политолог, попытка «умиротворить» агрессивную нацистскую политику провалились.
Deutsche Welle отмечает, что «понимающие Путина» активно использовали в дискуссиях риторический приём «whataboutism», чтобы увести разговор о действиях России в другое русло. Так, издание отметило, что «путинферштееры» сравнивали вторжение России на Украину с вторжением США в Ирак и другими военными кампаниями США, а обвинения в адрес России парировали тем, что и «Запад делал плохие вещи». Deutsche Welle пишет, что, хотя «понимающие Путина» открыто не поддерживали вторжение на Украину, в их взглядах просматривалась линия «мы понимаем позицию Путина».
Немецкий политолог Андреас Умланд в 2015 году отмечал, что одним из любых аргументов «путинферштееров» в ходе политических дебатов на Западе является обвинение критиков политики Кремля в русофобии. «Понимающие Путина» упрекали своих оппонентов в отсутствии эмпатии или даже скрытой ксенофобии к русскому народу. Умланд отмечал, что «путинферштееры» зачастую указывали на высокий уровень одобрения российским обществом путинской политики, в том числе аннексию Крыма и бомбардировок в Сирии. Однако Умланд отмечал, что «высокий уровень поддержки населения правителей недемократических систем» — достаточно распространённое явление. Умланд приводил в пример Гитлера, которого в прошлом поддерживало большинство немцев, однако политолог спрашивал, достаточно ли этого факта для того, чтобы пытаться глубже «понять» лидера нацистов. По мнению эксперта, обвинения критиков Путина во враждебности к России со стороны «путинферштееров» превращали их всего лишь «в вольных или невольных иностранных представителей всё более коррумпированной путинской системы». Также Умланд отмечал, что «путинферштееры» любят вдаваться в историософские рассуждения об особой роли России в истории Европы.

## Использование вне Германии

### Австрия
В 2007 году президент России Владимир Путин посетил Вену, где его тепло встретили австрийские политики, в том числе лидер Австрийской партии свободы (АПС) Хайнц-Кристиан Штрахе. Штрахе выразил свою поддержку Путину, заявив, что он добился значительного прогресса в России и что Европа не может существовать без России. Австрийская партия свободы заняла пророссийскую позицию во время войны в Грузии в 2008 году. Штрахе несколько раз обвинил Грузию в развязывании войны и заявил, что население Абхазии и Южной Осетии, которые отделились от Грузии, состоит в основном из русских, требующих право на самоопределение.
В 2014 году члены АПС Йоханн Гуденус и Йоханнес Хюбнер были среди международных наблюдателей, которые докладывали о референдуме в Крыму. Их поездка на полуостров была организована пророссийской организацией Eurasian Observatory for Democracy and Elections, возглавляемой бельгийским национал-большевиком Люком Мишелем. Депутат Европарламента от АПС Андреас Моэльцер заявил: «Сегодня Партия Свободы видит в политике Владимира Путина и в новой России стремление отстоять национальные интересы <...> и сохранить культурную идентичность, эти принципы отстаивает и сама Партия Свободы, социально-патриотическая партия». Хайнц-Кристиан Штрахе неоднократно осуждал Евромайдан и его деятелей, отрицал участие России в войне в Донбассе и причастность российских вооруженных сил к крушению малазийского лайнера Boeing 777. Штрахе считал, что население Крыма действовало в духе права на самоопределение и что Крым фактически является частью России. Он также поддерживал отмену санкций ЕС против России.

### Франция
Марин Ле Пен и её партия «Национальное объединение» отмечались как «путинферштееры». В мае 2014 года Ле Пен похвалила Путина как патриота и защитника христианского наследия европейской цивилизации. В сентябре 2014 года её партия получила кредит в размере 9 млн евро от Первого чешско-российского банка. Хотя это не является незаконным, это поставило под сомнение её объективность по отношению к Путину. В январе 2017 года она поддержала российскую аннексию Крыма. 24 марта Путин официально принял в Кремле Ле Пен.
После вторжения Россия на Украину в 2022 году «Национальное объединение» поспешно удалило из своих агитационных материалов фотографию визита Ле Пен к Путину в 2017 году, и впоследствии политик стала отрицать, что является другом Путина. В апреле 2022 года члены Европарламента от «Национального объединения» нарушили свою традицию выступать против резолюций против России своим отсутствием.
Лидера левой «Непокорённой Франции» Жан-Люк Меланшон также называли «понимающим Путина». В марте 2014 года он признал аннексию Крыма Россией как «меру безопасности против авантюрного путчистского [украинского] режима, на который неонацисты имеют презренное влияние». К октябрю 2022 года партия сменила тон и заговорила об агрессивной войне России. Тем не менее, в ноябре 2022 года «Непокорённая Франция» воздержалась в Европарламенте от объявления России государством-спонсором терроризма.

### Италия
Немецкие журналисты используют термин «понимающие Путина» для обозначения итальянских политиков и партий, которые якобы имеют особую близость к Путину. В итальянском языке для этого придуманы термины «amigo di Putin» или «putiniano». В их число входят многие бывшие ностальгирующие по СССР сторонники существовавшей до 1991 года Итальянской коммунистической партии, а также правые и евроскептические партии, в первую очередь «Лига Севера» с её лидером Маттео Сальвини и «Движение пяти звёзд». Журнал Der Spiegel также назвал бывшего премьер-министра Сильвио Берлускони «понимающим Путина». Согласно тайно записанной речи перед коллегами из партии «Вперёд, Италия» в парламенте, Берлускони назвал Путина «первым из пяти своих лучших друзей».

### Нидерланды
После начала вторжения России на Украину в феврале 2022 года количество «понимающих Путина» в Нидерландах быстро уменьшилось. По состоянию на октябрь 2022 года, «Форум за демократию» был практически единственной голландской партией, которая всё ещё с энтузиазмом относилась к российскому президенту, поэтому Партия труда и «Зелёные левые» хотели отстранить «Форум за демократию» от конфиденциальных встреч по вопросам военной помощи Украине. Этот шаг публично поддержал бывший глава Службы общей разведки и безопасности Роб Бертоли.
Вне представительских учреждений «понимающие Путина» в Нидерландах действуют очень осторожно. 19 декабря 2022 года члены «Golfgroep» обратились к правительству Нидерландов с просьбой содействовать переговорам между Россией и Украиной. Петицию подписали около двух десятков сотрудников университета и несколько бывших политиков. Формулировка петиции предполагала, что обе стороны имеют равную долю в развязывании войны, военные преступления при этом не упоминались.